# Kuno Honrichs

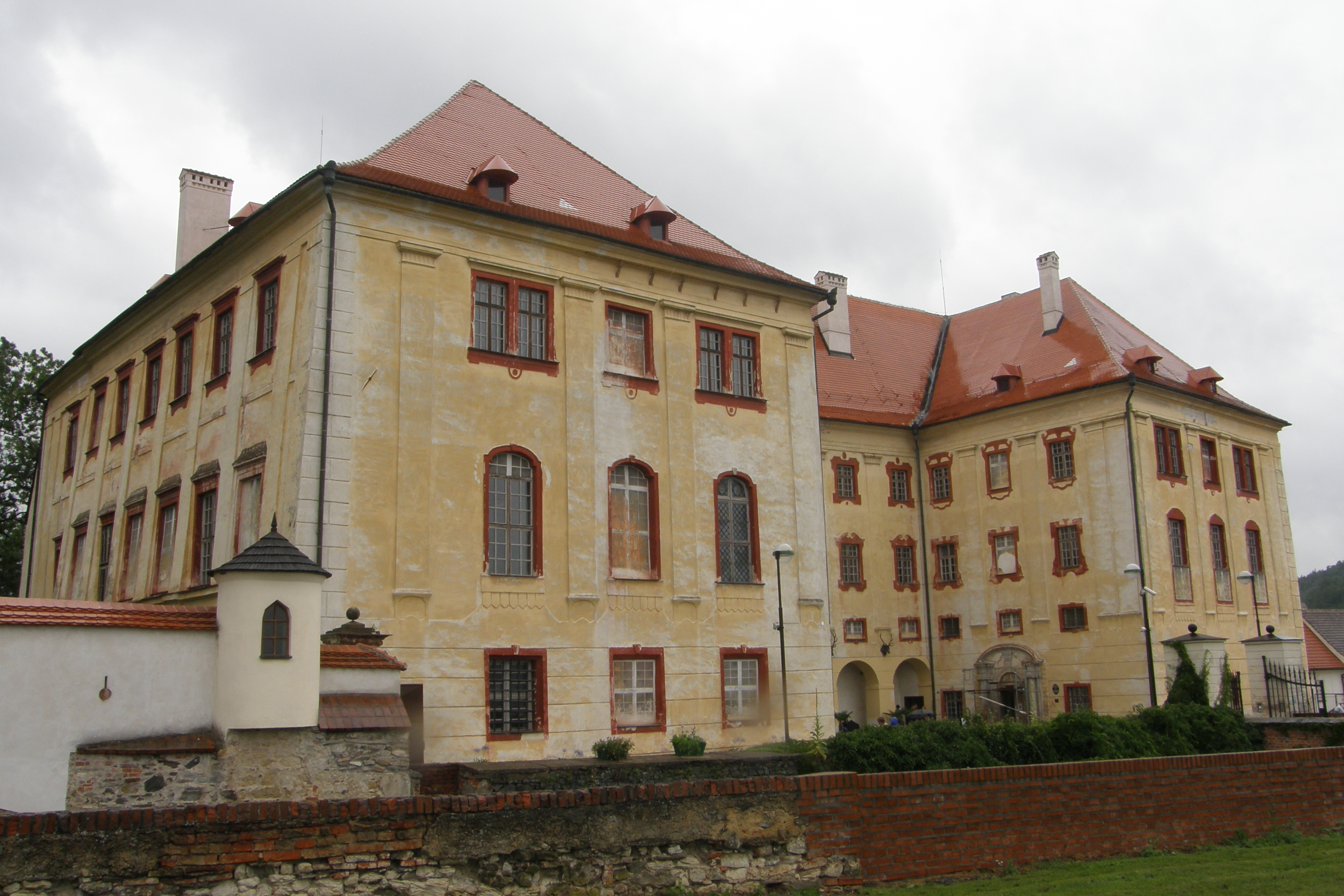
Zámek v Kunštátě

Kuno Honrichs, Konrad Friedrich svobodný pán Honrichs na Wolfswarffenu, německy Konrad Friedrich Freiherr Honrichs zu Wolfswarffen ; (4. září 1834 Vídeň – 22. listopadu 1901 Kunštát) byl německý šlechtic, velkostatkář na Moravě, poslanec Moravského zemského sněmu a starosta v Kunštátě.

## Původ a kariéra
Pocházel z německé šlechtické rodiny, které od roku 1786 náležel titul svobodných pánů. Byl synem Josefa Honrichse (1785–1861) a jeho třetí manželky Leopoldiny Mitrovské z Nemyšle (1809–1868). Jeho starší sestra Leopoldina (1826–1894) byla manželkou Karla Szécsenyho (1818–1848) a po jeho smrti Karla von Coudenhove (1814–1868).
Od roku 1853 sloužil v armádě a dosáhl hodnosti rytmistra, v roce 1861 po otcově smrti odešel do výslužby a převzal správu rodového majetku, ještě za prusko-rakouské války v roce 1866 byl ale nakrátko povolán zpět do aktivní služby.
Za velkostatkářskou kurii byl v letech 1865-1871 poslancem Moravského zemského sněmu, kde ale nijak aktivně nevystupoval. Mimoto dosáhl čestné hodnosti c.k. komořího.

## Působení v Kunštátě
V Kunštátě byl majitelem velkostatku a zámku, aktivně se také zapojil do veřejného života. Velkostatek Kunštát zahrnoval více než 4 500 hektarů půdy a spolu se zámkem patřil Honrichsům od roku 1783. Stejně jako jeho otec Josef, tak i Kuno byl dobrým hospodářem, nechal například zřídit parní pilu v Karlově. Provedl opravu kunštátského zámku, do jeho architektury ale nijak významně nezasáhl.
V Kunštátě byl od roku 1864 členem městského zastupitelstva a v letech 1870-1873 i starostou. Pečoval o rozvoj městečka, sám se finančně podílel na opravě kostela (1862) a na vlastní náklady nechal vybudovat vodovod na náměstí (1886).
Zemřel na sešlost stářím v Kunštátě v listopadu 1901 jako poslední potomek svého rodu a majetek přešel na synovce hraběte Františka Coudenhove (1854-1912), který v roce 1902 začal užívat jméno Coudenhove-Honrichs. Portrét Kuna Honrichse je k vidění v jídelně kunštátského zámku, kde jsou i četné trofeje dokládající jeho loveckou vášeň.